# Rolls-Royce 200EX
De Rolls-Royce 200EX is een prototype voor een kleinere Rolls-Royce. De auto is gelanceerd op de autosalon van Genève in maart 2009. EX is afgeleid van andere Rolls-Royce prototypes als de Rolls-Royce 16EX, 100EX en de 101EX.
De auto is, met een lengte van 5 meter 40, relatief klein voor een Rolls-Royce, de Phantom is bijvoorbeeld 40 centimeter langer. De auto is ontwikkeld om, eenmaal in productie, te concurreren met Bentley, dat met modellen in de prijsklasse tussen €200.000 en €500.000, lager dan de Phantom, hoge verkoopcijfers haalt. De motor in deze auto is een doorontwikkeling van de motor uit de BMW 760i, een V12 met 6,6 liter en turbo.
Een van de nieuwigheden uit deze auto is de speciale vering. Een computer merkt via sensoren of en waar in de auto zich mensen bevinden en past de luchtvering daarop aan.
Een doorontwikkeling van deze auto zou in 2010 als Rolls-Royce Ghost in productie gaan.